# سيجيت
سيجيت، حكم كرة قدم تايلندي دولي سابق. و قد حكم في كأس الخليج 1979، وقد أدار مباراة منتخب العراق لكرة القدم ومنتخب البحرين لكرة القدم في 23 مارس 1979، وقد أدار مباراة منتخب قطر لكرة القدم ومنتخب الإمارات لكرة القدم في 29 مارس 1979، وقد أدار مباراة منتخب الكويت لكرة القدم ومنتخب السعودية لكرة القدم في 6 ابريل 1979.